# Concilio di Vienne
Il concilio di Vienne (1311-1312) fu il quindicesimo concilio ecumenico della Chiesa cattolica.

## Contesto storico
Il contesto storico in cui si inserisce il Concilio di Vienne vede:
- la lunga lotta tra il re francese Filippo il Bello e Papa Bonifacio VIII; dopo la morte di quest'ultimo (nel 1303), il re francese si adopererà per una condanna postuma del pontefice;
- il trasferimento della sede pontificia da Roma ad Avignone, nel 1309, dove rimarrà fino al 1377 sotto il potente e condizionante influsso della monarchia francese;
- l'aspra battaglia condotta dal sovrano francese contro l'Ordine dei Templari, per motivi politici ed economici.

Alla morte di Benedetto XI, dopo un conclave di 11 mesi, venne eletto nel 1305 Bertrand de Got, già arcivescovo di Bordeaux, che prese il nome di Clemente V. Questi spostò la sua sede ad Avignone. Negli anni successivi incontrò diverse volte il re Filippo il Bello: l'incontro del novembre 1305 segna l'inizio delle pressioni del re sul papa per la convocazione di un Concilio che condannasse la memoria di Bonifacio VIII; nell'aprile 1307 il Papa si oppose decisamente ad un processo post mortem a Bonifacio, ma accettava la convocazione di un Concilio; nell'incontro di maggio-agosto 1308 il re chiese al papa la condanna dei Templari e la convocazione di un Concilio da celebrarsi in Francia.

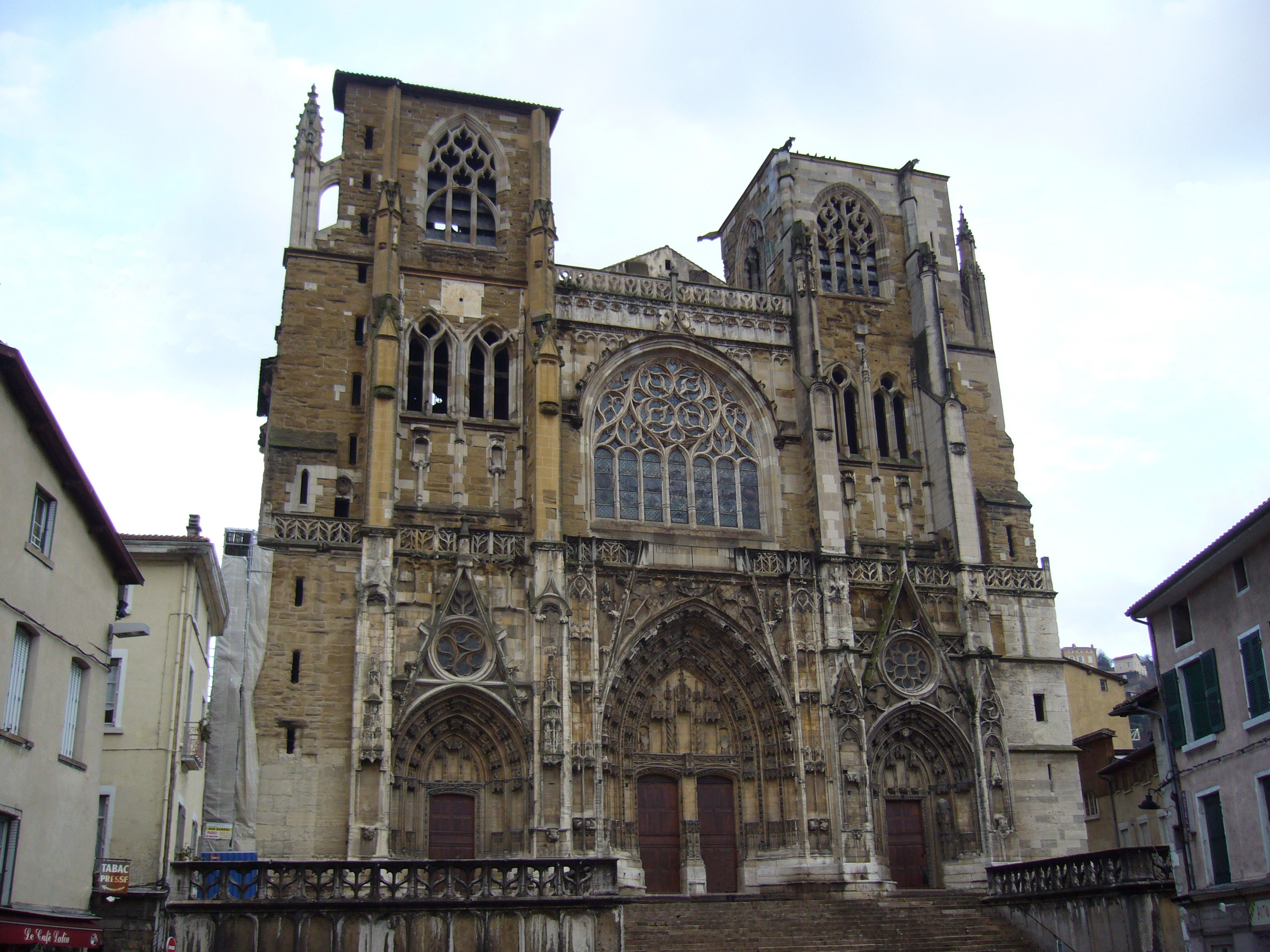
La Cattedrale di San Maurizio a Vienne

Con bolla di convocazione del Concilio, la Regnans in excelsis (datata 12 agosto 1308), Clemente V convocava il Concilio a Vienne per il 1º novembre 1310, nominava espressamente i delegati che dovevano essere presenti (235 in tutto); i non convocati e gli assenti potevano farsi rappresentare da colleghi o da altre persone idonee; inoltre il Pontefice invitava 14 re europei e l'imperatore Enrico VII. Nella bolla, il papa delinea i quattro punti del programma conciliare:
1. la questione dei Templari
2. l'organizzazione di una crociata
3. lo stato della fede e della Chiesa
4. la riforma della Chiesa.

## I lavori conciliari e le decisioni
A causa del ritardo dei processi inquisitoriali in atto contro i Templari, l'apertura del Concilio fu spostata di un anno, al 16 ottobre 1311. All'apertura erano presenti circa 170 partecipanti, ed un terzo dell'episcopato e metà degli abati erano francesi. Tre furono le sessioni solenni del concilio.

### La questione dei Templari
La soluzione dell'affaire dei Templari è certamente conciliare, ma «...radice ultima della soppressione fu la volontà assolutista di Filippo e quella acquiescente di Clemente V» (Fois). L'Ordine era sotto processo in tutti i paesi europei da diversi anni, i suoi membri rinchiusi in carcere, i beni amministrati dai re; papa Clemente V aveva però avocato a sé la sentenza definitiva sull'Ordine.
La commissione conciliare incaricata del problema dei Templari esaminò i risultati dei processi contro l'Ordine svoltosi in tutti i paesi europei, e, non convinta appieno della sua colpevolezza, decise di permettere all'Ordine di difendersi. Il Papa allora, incline alla soppressione, obbligò l'assemblea conciliare a trattare di altro (la crociata e la riforma), dando così tempo a Filippo il Bello di organizzare la pressione morale attraverso una forte propaganda contro i Templari, la minaccia di un processo contro papa Bonifacio VIII, la convocazione degli Stati Generali a Lione. Atto solenne di questa pressione, fu il suo ingresso a Vienne, il 20 marzo 1312, con tutta la sua famiglia e il suo seguito. Due giorni dopo, papa Clemente V propose l'alternativa: o il processo oppure la soppressione per via amministrativa (senza condanna). I 4/5 votarono per la seconda opzione. Fu la vittoria per Filippo il Bello e la fine dei Templari.
Nella sessione solenne del 3 aprile 1312 venne letta la bolla Vox in excelso. In essa il papa, dopo aver fatto la storia dell'Ordine, delle accuse, dei processi, del lavoro della commissione, ammette che dalle risultanze non si può procedere giuridicamente, ma a causa dei sospetti l'Ordine viene soppresso per via amministrativa.

### La questione della Crociata
Nella sessione del 3 aprile Clemente V annunciò anche la crociata e il re francese Filippo stesso si impegnò, entro un anno, a dare inizio alla crociata. Durante il Concilio furono fatte diverse proposte strategico-militari ed economico-commerciali in rapporto a questo problema.
Il Concilio decise di:
- imporre le decime a tutte le chiese per la crociata per la durata di sei anni; in realtà Filippo ottenne le decime per sistemare il proprio regno ed inoltre le decime papali per una crociata che non fece mai, malgrado le promesse;
- di istituire cattedre di arabo, ebraico e siriaco presso la scuola Palatina della Curia papale e nelle università di Oxford, Parigi, Bologna e Salamanca, a carico del Papa, di Filippo, dei monasteri e del clero locale.

### La questione della fede
Non tutti i decreti conciliari furono letti nella terza e ultima sessione del 5 maggio 1312; tra l'altro nemmeno tutti erano completati e redatti in modo definitivo. La loro entrata in vigore era prevista con l'invio di esse alle Università. Fu Giovanni XXII ad inviarle alle Università dopo averle riviste, corrette e completate.
Alla questione della fede sono da ricondursi i seguenti problemi.
- La condanna di alcune tesi attribuite al francescano Pietro di Giovanni Olivi (con il decreto "Fidei Catholicae Fundamento"). Questi fu la guida dei Francescani Spirituali, specie in Provenza, e subì tre processi nell'Ordine, ma fu riabilitato nel capitolo generale del 1287. Dopo la sua morte la tensione tra l'Ordine e gli Spirituali portò alla presentazione, al Concilio, di otto sue tesi, tre delle quali furono condannate, ma senza mai nominare l'Olivi: che l'anima non sia la forma del corpo; che il colpo di lancia al costato di Cristo avvenne prima della morte del Signore; che ai bambini, con il Battesimo, si concede solo il perdono del peccato originale, ma non la grazia.
- La condanna delle Beghine (con il decreto "Cum de quibusdam mulieribus"). Esse non erano vere e proprie religiose: vivevano in comune, ma senza voto di obbedienza e di povertà, non avevano una regola. Sostenevano tesi erronee sulla Trinità, sui sacramenti. Inoltre suscitavano sospetti sulla loro moralità. Il Concilio ne proibisce l'esistenza e proibisce ai religiosi di appoggiarle.
- La condanna degli errori pseudomistici e quietistici dei Begardi e delle Beghine tedesche, e del movimento dei "Fratelli del Libero Spirito" (con il decreto "Ad nostrum"). Il Concilio compendia questi errori in 8 tesi (uniformando Beghine, Beguardi, fratelli e sorelle del libro spirito, ortodossi ed eretici). Il Concilio condanna: che l'uomo possa raggiungere da solo uno stato di perfezione e di grazia completo, senza aver bisogno dei mezzi come preghiera, obbedienza ad autorità, precetti della Chiesa, esercizio di virtù; che l'uomo possa nella vita presente raggiungere la beatitudine celeste completa.

### La questione della riforma
Circa i rapporti tra Stato e Chiesa il Concilio prese diverse misure per salvaguardare i diritti della Chiesa: scomunica riservata alla Sede Apostolica per tutti gli autori di violenze e i loro complici; privazione dei benefici agli autori delle violenze; interdetto sulle città, ecc.
Per quanto riguarda i rapporti all'interno della Chiesa, il Concilio con i decreti cerca:
- di regolare meglio la procedura inquisitoriale e la collaborazione tra vescovo e inquisitore; gravi pene a chi non persegue l'eresia e a chi perseguita innocenti;
- di rendere più rapida, semplificandola, la procedura dei processi per le elezioni, i benefici, le decime, ecc.
- di regolare il rapporto tra i Religiosi esenti e i Vescovi, che da secoli faceva problema, ma che diventa più urgente con la nascita dei Mendicanti, che con la loro libera pastorale, estendono la propria azione sempre più indipendentemente dagli Ordinari, appoggiandosi sui privilegi concessi dai papi (predicazione, sacramenti, sepolture). Il Concilio cerca di regolare limitando i privilegi pastorali dei Mendicanti, ma allo stesso tempo salvaguarda l'esenzione dei religiosi, specialmente contro le violenze a religiosi o ai loro beni, contro l'occupazione di immobili, contro la lesione dei diritti dei religiosi (con riguardo ai benefici).

Altri decreti di riforma riguardano i Benedettini, le monache. Viene trovata una soluzione circa la controversia tra i Francescani Spirituali e la Comunità francescana, mediante una linea di compromesso (con la costituzione Exivi de paradiso).

## Fonti
- (EN)  Catholic Encyclopedia